# Orphan's Benefit
Orphan's Benefit és un curtmetratge d'animació realitzat per The Walt Disney Company el 1934. El curtmetratge presenta Mickey Mouse i els seus amics representant una funció per a un grup d'orfes.
El curt va suposar la primera aparició de l'Ànec Donald a l'univers de Mickey Mouse, i Goofy, personatge que abans era esmentat com "Dippy Dawg", utilitza el seu nom definitiu per primera vegada. Aquesta va ser també la primera aparició cinematogràfica de Clara Cluck. Horace Horsecollar i Clarabelle Cow també hi apareixen.
El curtmetratge va tenir un remake a color el 1941, amb un redisseny dels personatges. Els orfes també apareixen a una escena de la pel·lícula Qui ha enredat en Roger Rabbit?.